# Westside Xtreme Wrestling
Westside Xtreme Wrestling (wXw) — немецкий рестлинг-промоушн, базирующийся в Эссене (Северный Рейн-Вестфалия).
wXw был одним из ведущих рестлинг-промоушенов в Германии, и большинство его мероприятий проводилось в Рурской области, в основном в Оберхаузене. С 2013 года wXw регулярно гастролирует по Германии, и включает выступления за пределами страны, включая Швейцарию, Чехию и Великобританию.

## История
Westside Xtreme Wrestling был основан 24 декабря 2000 года Питером Вихерсом, рестлером с именем Хейт. Вместе с СигМастой Рэппо, Тираном, Марком Хаммером, Синим Адонисом, Баришем, Громом и Клаудио Кастаньоли он провел шоу под названием wXw Extreme Wrestling Party на дискотеке «Рокси» в Эссене. wXw стал одним из самых заметных рестлинг-промоушенов в Германии.
С момента своего создания wXw налаживала тесные контакты со многими американскими федерациями рестлинга (Chikara, Pro Wrestling Guerrilla, Combat Zone Wrestling и Evolve); несколькими японскими федерациями (Dragon Gate и Pro Wrestling Noah); несколькими английскими федерациями (IPW:UK, Progress Wrestling и All Star Wrestling) и с некоторыми европейскими федерациями. wXw провела несколько интернациональных шоу — Gorefest — European King of the Death Matches (2006) в Соединённом Королевстве и Hardcore Wrestling (шоу на основе английского X-Sports:Wrestling). Второй Goferest, прошедший в 2009 году, включал в себя бои между Дрейком Янгером и Девоном Мюром за титул чемпиона CZW в тяжёлом весе. На шоу Dead End VIII (на основе японского Pro Wrestling Noah) в 2008 году; в нем даже участвовали рестлеры из ростера вышеназванного Pro Wrestling Noah: Кэнта, Го Сиодзаки, Такаси Сугиура и Кэнта Кобаси. Также в 2009 году прошло шоу Open the Spanish Gate (на основе японского Dragon Gate), прошедшее в Барселоне, Испания. 13 марта 2010 года в США прошло первое шоу WXW в этой стране — The Vision на Asylum Arena, в Филадельфии, Пенсильвания.
2 июля 2018 года wXw начала рабочие отношения с WWNLive, при этом wXw стала официальным партнером тренировочного центра WWN. Позже, 1 октября того же года, начались отношения с WWE.